# Mięsień C2
Mięsień C2, mięsień 120, mięsień 2 – mięsień występujący w prosomie skorpionów.
Jeden z zewnętrznych mięśni szczękoczułkowych. Mięsień ten bierze swój początek na przednio-bocznej części karapaksu, z tyłu od oczu bocznych, a kończy się na tylnej "końcówce" (terminus) protomerytu, otoczony przez mięsień C3.